# Susanne Bobzien

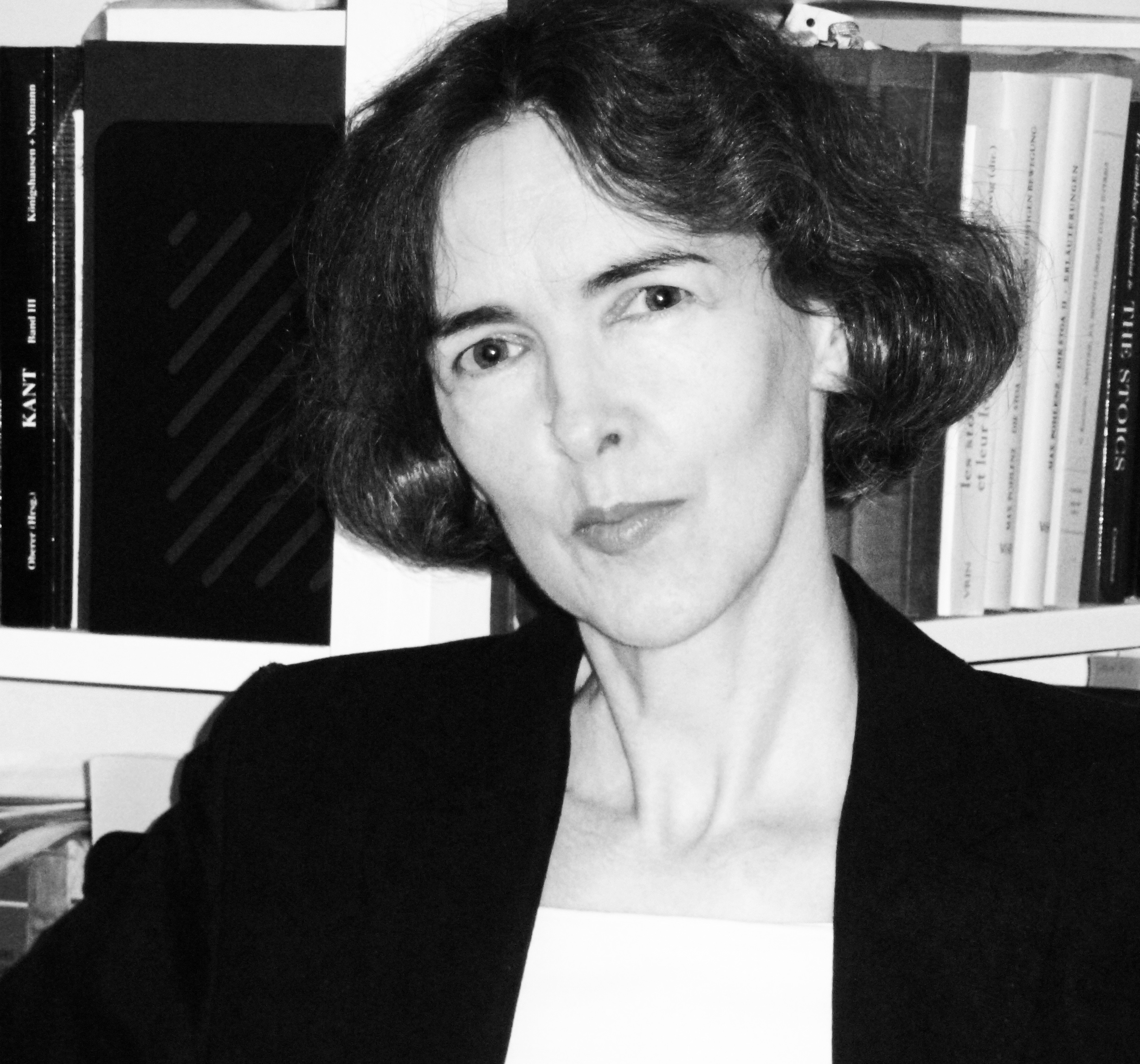
Susanne Bobzien (2012)

Susanne Bobzien (* 1960 in Hamburg) ist eine deutsche Philosophin, Philosophiehistorikerin und Hochschullehrerin. Seit 2013 ist sie Professorin der Philosophie an der Universität Oxford und Senior Research Fellow am All Souls College, Oxford.

## Leben
Bobzien studierte von 1980 bis 1987 an der Universität Bonn Philosophie, Psychologie, Kunstgeschichte und Mathematik, ihren Magisterabschluss erlangte sie dort 1985. Weiter studierte sie von 1987 bis 1989 am Somerville College in Oxford. Von 1989 bis 1990 war sie Fellow und Tutor in Philosophie am Balliol College, Oxford. 1990 erhielt sie dort den Magistertitel ehrenhalber (MA Oxon). 1993 erwarb sie den Doktortitel (D.Phil.) bei Jonathan Barnes an der Universität Oxford. Von 1990 bis 2002 war sie Tutor und Praelector in Philosophie und Michel Fellow am Queen’s College, Oxford. Von 2002 bis 2013 lehrte sie als Philosophie-Professorin an der Universität Yale. Seither ist sie Professorin für Philosophie an der Universität Oxford und Senior Research Fellow am dortigen All Souls College. 2014 wurde sie in die British Academy aufgenommen.

## Forschungsschwerpunkte
Bobziens Publikationen betreffen hauptsächlich die Bereiche antike Logik (insbesondere die stoische Modallogik), Determinismus und Freiheit, sowie Sprachphilosophie, insbesondere Unschärfe (Sprache) und Paradoxien.

## Schriften (Auswahl)
- Die stoische Modallogik. Königshausen & Neumann, Würzburg 1986. ISBN 3-88479-284-9
- Mit Jonathan Barnes u. a. Alexander of Aphrodisias: On Aristotle, Prior Analytics 1.1-7, übers. und komm., Duckworth, London 1991. ISBN 0-7156-2347-8
- Determinism and Freedom in Stoic Philosophy, Oxford University Press, Oxford 1998. ISBN 0-19-924767-6
- Mit Renford Bambrough u. a.The Philosophy of Aristotle, übers., m. Einf. und neuem Nachw., Signet Classics. New York 2011. ISBN 978-0-451-53175-9
- Determinism, Freedom, and Moral Responsibility: Essays in Ancient Philosophy, Oxford University Press, Oxford 2021. ISBN 978-0-19-886673-2